# リッペ自由州

リッペ自由州
Freistaat Lippe

1923-1946年のリッペ自由州

リッペ自由州またはリッペ自由国（ドイツ語: Freistaat Lippe）は、1918年のドイツ革命によるリッペ侯国の解体により成立した、ドイツ国の州。ヴァイマル共和政の元で議会内閣制を敷いた。1933年のナチス・ドイツによる強制的同一化を経て、1947年にノルトライン＝ヴェストファーレン州に統合された。

## 地理
リッペ自由州の範囲は「リッパーラント」と呼ばれ、ヴェストファーレン地方の歴史的景観地区の一つである。プロイセン自由州のハノーファー県とヴェストファーレン県に東西を挟まれていた。1921年までは、東部でヴァルデック＝ピルモント自由州の飛び地であるピルモントやヴェストファーレン県の飛び地であるリュクデとも接していた。リッペ自由州の範囲は、現在のノルトライン＝ヴェストファーレン州北東部のリッペ地区とほぼ対応している。 
リッペ侯家はリップシュタット・アン・デア・リッペを領地とした貴族で、リップシュタットは1666年から1850年までリッペ侯国・ブランデンブルク選帝侯領・プロイセン王国の共同主権下に置かれていた。リップシュタット近郊にはリッペ自由州の飛び地としてカッペルとリッペローデがあった (現在はリップシュタット市域に含まれる)。また、グレーフェンハーゲンにも飛び地があった。飛び地はすべてヴェストファーレン県に囲まれていた。 
リッペ自由州の面積は約1200km²、人口は1947年の時点で150,000人に過ぎず、面積では小さい方から6番目、人口では少ない方から3番目のドイツ国でも小さな州の1つであった。 最大都市は約25,000人の人口を持つ、リッペ侯国の首都でもあった州都デトモルトであった。

## 歴史

### 民主国家
1918年11月のドイツ革命により、完全普通選挙制と権力分立を備えた民主的な自由州となった。1920年12月21日に制定されたリッペ自由州憲法第2条では「国権は国民から生ずる」と規定され、立法権はリッペ自由州議会が保持した。さらに、州憲法第3条、第4条、第11条、第20条(5) などにおいて、国民には国民投票を通じて直接的または間接的に立法に参加できることが定められるなど、先進的かつ高度な国民主権が規定されていた。1919年から1933年まで、州議会第一党をドイツ社会民主党が占めた。行政権は州議会が選出する3人の地域評議会にあり、1918年から1920年までは社会民主党のクレメンス・ベッカー、1920年から1933年までは同じく社会民主党のハインリヒ・ドラーケが指導的立場にあった。

### 国家社会主義の進出
国家社会主義ドイツ労働者党（ナチ党）は政権を狙って運動を行っていたが、1932年11月ドイツ国会選挙などでは議席を減らし、クルト・フォン・シュライヒャー首相の工作により、大幹部のグレゴール・シュトラッサーが離脱するなど、勢力の低下が問題となっていた。このような状況下の1933年1月15日に州議会選挙が行われることとなり、ヨーゼフ・ゲッベルスはこの選挙をナチ党勢力のアピールに用いようとした。
ナチ党は、リッペ自治州内の古い遺跡であるエクステルンシュタイネやヘルマン記念像などを政治的な目的で「ゲルマン民族の中心地」として宣揚していた。ナチ党幹部を集めてエクステルンシュタイネで開かれた大規模なパレードでは、それまで一度も言及されたことのない「ドイツ全土」の意味でリッペの名が語られるほどだった。こうして注目を集めたリッペ自由州ではナチ党支持が高まり、絶対多数には届かないながら約40%の得票を集め、社会民主党を破って自由州議会の第一党となった。この選挙はリッペ自由州で行われた最後の選挙となった。
その後、ナチ党はクルト・フォン・シュライヒャー首相への政治的圧力を強め、遂に1933年1月28日に辞任に追い込んだ。1933年1月30日にはヒトラー内閣が成立し、リッペ自由州では2月7日にナチ党のエルンスト・クラッペが地域評議会入りしてドラーケの放逐を働きかけた。1933年5月にはリッペ自由州とシャウムブルク＝リッペを所管する国家代理官としてアルフレート・マイヤーがデトモルトに着任し、ここにリッペ自由州の強制的同一化が完成した。 
1933年3月31日の「ラントとライヒの均制化に関する暫定法」および1933年4月7日の「ラントとライヒの均制化に関する第二法」に基づく強制的同一化により、リッペ自由州の政府・議会は一切の自由を奪われ、州憲法も停止された。

## ライヒ参議院への参加
1919年、連邦参議院の後継となるライヒ参議院が召集され、リッペ自由州も参加した。リッペ自由州のライヒ参議院議員は州憲法第29条により地域評議会が任命した。  

## 構造

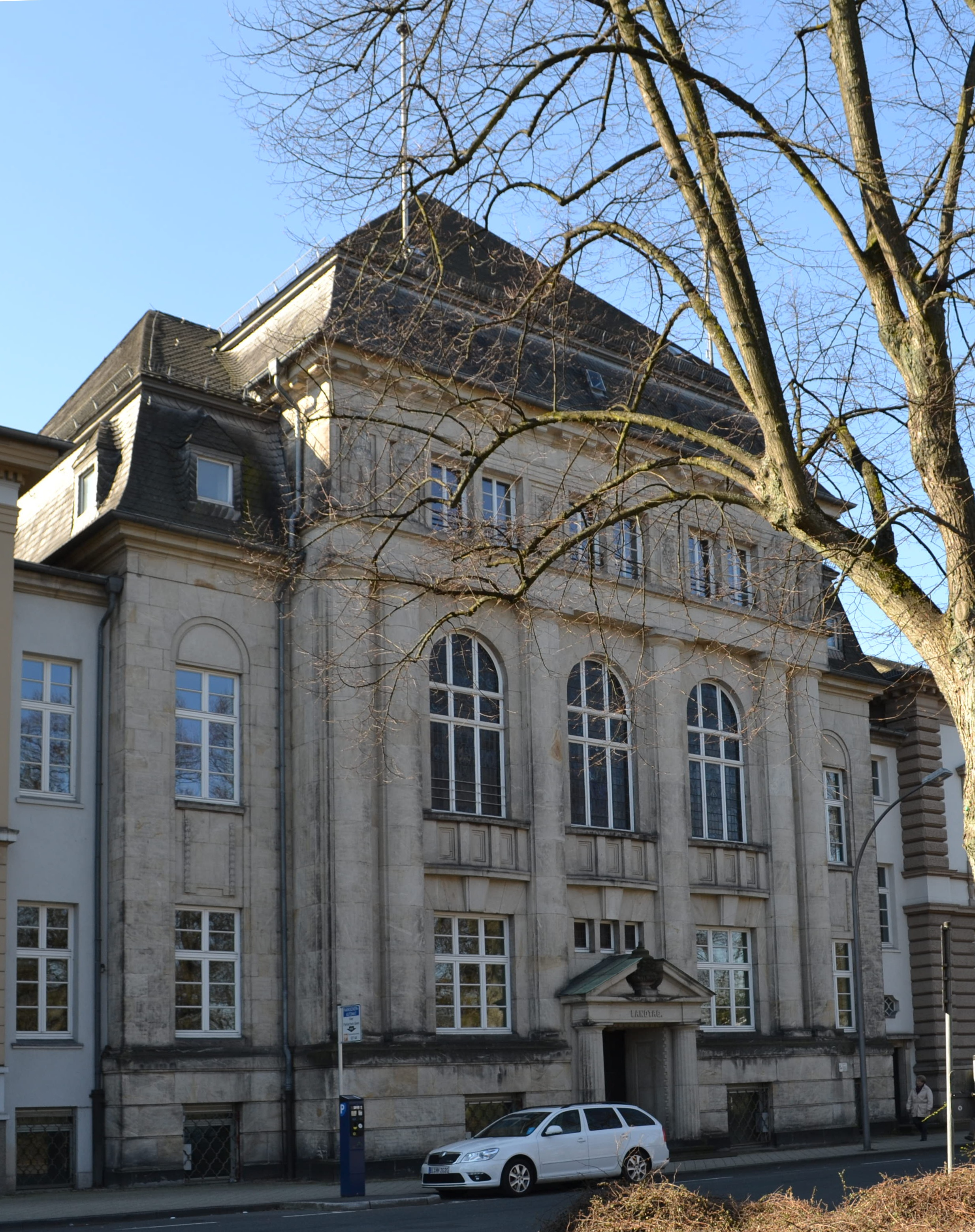
旧リッペ自由州議会議事堂。現在はデトモルト地方裁判所となっている。

1920年12月21日に制定されたリッペ自由州憲法は、完全普通選挙制と権力分立を確立し、「国権は国民から生ずる」と規定するなど先進的な内容であった。しかし、強制的同一化の過程で効力を停止され、戦後にも一切顧みられることはなかった。1946年にイギリス軍政府が議員を任命して再開された州議会では、ノルトライン＝ヴェストファーレン州に合流することを決めて解散した。 
州議会は、州憲法第25条に基づき、3名からなる地域評議会を選出した。地域評議会は州の元首および行政府と規定されていた。地域評議会は下位行政機関を統轄したが、下位行政機関は州憲法第39条により地域評議会の手足に過ぎないものとされた。地域評議会は合議制の原則に基づいて運営され、3名が平等の三頭政治であった。州憲法では単純過半数でよいとしていたが、決定は常に (外見上は) 全会一致で下された。 地域評議会の議長は、同輩中の首席（Primus inter pares） として非公式には州首相に匹敵する地位であったが、特に役職として設けられてはいなかった。 
地域評議会には議会の信任が必要で、州議会には地域評議会の独走を抑えることができる権力が与えられていた。州憲法第37条では地方評議会をドイツ国事裁判所に起訴できると定められていた。リッペ自由州には独自の憲法裁判所が設けられておらず、州憲法第22条でドイツ国事裁判所を憲法裁判所とすると規定されていた。 
州憲法第43条で、地域評議会が司法行政を担うものと規定されており、州憲法第44条で司法権はライヒ法および州法に基づく裁判所に存するとされた。1879年以降、リッペ侯国はプロイセンのツェレ上級ラント裁判所が所管しており、これはリッペ自由州でも引き継がれた。また、デトモルト・ラント裁判所の管轄下にはアルヴェルディセン、ブロムベルク、デトモルト、ホーエンハウゼン、ホルン、ラーゲ、 レムゴー、エルリングハウゼン、ザルツウフレンに区裁判所 (Amtsgerichte) が置かれていた。リッペローデとカッペルは、プロイセン・ラント裁判所所管のリップシュタット区裁判所が担当していた。 
リッペ自由州は、1918年に8つの自由市と13の行政事務所を持つ5つの行政管区に再編された。 
- 自由市：バルントルプ、ブロムベルク、デトモルト、ホルン、ラーゲ、レムゴー、ザルツウフレンおよびシュヴァーレンベルク
- ブロムベルク行政管区：45市町村、199.36平方キロメートル。行政事務所をブロムベルク、シーダーおよびシュヴァーレンベルクに置く。
- ブラーケ行政管区：64市町村、364.60平方キロメートル。行政事務所をブラーケ、ホーエンハウゼン、シュテルンベルク＝バルントルプおよびファレンホルツに置く。
- デトモルト行政管区：64市町村、375.05平方キロメートル。行政事務所をデトモルト、ホルンおよびラーゲに置く。
- リッペローデ＝カッペル行政管区：3市町村、7.66平方キロメートル。行政事務所をリッペローデ＝カッペルに置く。
- シェートマール行政管区：34市町村、158.06平方キロメートル。行政事務所をエルリングハウゼンおよびシェートマールに置く。

1922年にはシェートマール、1926年にはエルリングハウゼンに都市権が与えられた。 
1927年にリッペ市憲章法が制定され、行政事務所は1928年4月1日に地方事務所に格上げされた。この際、ブロムベルク、ブラーケ、シェートマールはそのまま地方事務所に格上げされたが、リッペローデ＝カッペル行政事務所はデトモルト地方事務所に統合された。 
世界恐慌による失業者の急増でリッペ自由州でも失業給付の財源が枯渇する事態となり、1931年10月14日には自由市と行政管区を2つの郡に統合する組織改正が行われた。これにより、1932年4月1日にはデトモルト、ホルン、ラーゲ、シュヴァーレンベルクの各自由市とブロムベルク行政管区およびデトモルト行政管区がデトモルト郡となり、バルントルプ、エアリングハウゼン、シェートマールの各自由市とブラーケ行政管区およびシェートマール行政管区はレムゴー郡となった。1934年4月1日にはデトモルト市がデトモルト郡、レムゴー市とザルツウフレン市がレムゴー郡に統合された。 
1939年にはデトモルト郡は面積634平方キロメートルで人口95,687人、レムゴー郡は面積581平方キロメートルで人口91,533人であった。

## 地域評議会議長
3名からなる地域評議会は合議制の原則に基づいて運営され、各自が平等の三頭政治であった。すべての法律は地域評議会の3名が起草したが、地域評議会議長は同輩の中の首席として非公式には州首相と同義とされ、実質的にリッペ自由州の元首として振る舞った。1933年にナチ党が権力を掌握すると地域評議会は無実化し、ライヒ政府 (つまりはナチ党) が任命した州首相や国家代理官が権力を握った。 

### 地域評議会議長 (1918ー1933年)
- 1918-1920年：クレメンス・ベッカー（ドイツ語版） (社会民主党)
- 1920-1933年：ハインリヒ・ドラーケ（ドイツ語版） (社会民主党)
- 1933年：エルンスト・クラッペ（ドイツ語版） (ナチ党)

### 州首相・国家代理官 (1933ー1945年)
- 1933-1936年：ハンス＝ヨアヒム・リーケ（ドイツ語版） (ナチ党)、州首相
- 1933-1945年：アルフレート・マイヤー (ナチ党) 国家代理官、1936年からは州首相を兼務
- 1933- 1945年：アドルフ・ヴェッダーヴィーレ（ドイツ語版）  (ナチ党)、マイヤー不在時の代理官

## 関連書籍
- Erich Kittel (1957). Geschichte des Landes Lippe. Heimatchronik der Kreise Detmold und Lippe. Archiv für Deutsche Heimatpflege 18, ZDB-ID 749758-1).
- Wolfgang J. Neumann (2008). Der lippische Staat. Woher er kam – wohin er ging. Neumann. ISBN 978-3-9811814-7-0 ISBN 978-3-9811814-7-0.
- Margarete Hamer-Prinzessin zur Lippe-Weißenfeld: 275 Jahre Lippe-Weißenfeld. Wanderung vom Land Lippe in die Lausitz, Bd. 1. Sollermann, Leer/Ostfriesland 2009, ISBN 3-938897-30-9.
- Margarete Hamer-Prinzessin zur Lippe-Weißenfeld: 275 Jahre Lippe-Weißenfeld – Wanderung vom Lipper Land über die Niederlausitz in die Oberlausitz. Band 2, Oberlausitzer Verlag Nürnberger, Spitzkunnersdorf 2017, ISBN 978-3-936867-68-8.